# Привольное (Красногвардейский район)
Приво́льное — село в Красногвардейском районе (муниципальном округе) Ставропольского края России.

## География
Село расположено в степной зоне, по обоим берегам реки Егорлык на крайнем северо-западе Ставропольского края. На левом берегу Егорлыка расположена большая часть села и административный центр, на правом берегу расположена «старая» часть села. Земли села граничат с Белоглинским районом Краснодарского края и Песчанокопским районом Ростовской области.
Расстояние до краевого центра: 138 км.
Расстояние до районного центра: 18 км.

## История
В конце XVIII века вблизи села стояла Вестославская крепость, входившая в Азово-Моздокскую укреплённую линию. Село Вестослав (Вестославское, Калалы) Ставропольского округа основано в 1778 году при реке Калалы отставными солдатами. В печатных изданиях указывается, что село основано в 1787 году. Имеются сведения о том, что на этом месте в 1848 году, основано село Привольное.
По другим сведениям, в конце 1830-х годов при крепости образовался хутор Сорокин, населённый переселенцами из России и Малороссии. В 1848 году хутор был преобразован в село Привольное. Такое название село получило от того простора и обилия свободной земли, которую нашли здесь переселенцы. В 1853 году жители построили деревянную церковь. В 1873—1874 годах в селе появилось первое образовательное учреждение — школа грамотности. Позднее, в 1892 году, построено новое просторное здание для одноклассного училища Министерства народного просвещения. В конце XIX века в селе действовали одноклассное училище, школа грамотности, работал фельдшер. Ближайший врач находился в селе Медвежьем (ныне село Красногвардейское, в 18 км от села). Через село проходил Большой Черкасский тракт. В селе располагался постоялый двор.
В 1924 году в селе было создано мелиоративное товарищество «Рассвет». В 1929 году образовались женское товарищество «Дружба», колхозы им. Свердлова, «Красная звезда» и «Путь Ленина», в 1930 году — колхоз «Хлебороб».
В 1931 году село входило в Северо-Кавказский край РСФСР. В 1942—1943 годах село было оккупировано немецкими войсками.
В октябре 1950 года все колхозы на территории Привольного были объединены в укрупнённый колхоз им. Ленина.
Новый этап развития села начался в конце 1950 — начале 1960-х годов, и был связан с развитием в крае газовой промышленности и трубопроводного транспорта газа. В это время рядом с селом началось строительство магистрального газопровода и газокомпрессорной станции. Одновременно со строительством промышленных объектов возводились и жилые дома для молодых специалистов, строящих, а по завершении строительства, обслуживающих газокомпрессорную станцию и магистральный газопровод. В селе появился новый микрорайон — посёлок Газопровода. В посёлке Газопровода были построены объекты инфраструктуры: средняя школа, детский сад, дом культуры «Газовик».
До 16 марта 2020 года село было административным центром упразднённого Привольненского сельсовета.
3 апреля 1774 года в 5 км к юго-востоку от современного центра села, на правом берегу реки Калалы, произошло историческое сражение донских казаков (2 полка, всего 1200 человек) под командованием полковников Матвея Ивановича Платова и Степана Ларионова с 25-тысячным войском крымских татар. Казаки, узнав о предстоящем нападении, построили ретраншемент, в котором они сдерживали неравные силы противника до прихода подкрепления подполковника Бухвостова. Казаки остановили татар и одержали победу. Полковнику Платову М. И. в то время было 23 года. 1 ноября 2017 года на месте этого сражения открыт памятник атаману Матвею Ивановичу Платову.

«Картины былого Тихого Дона», Краснов П., 1909 г.:

 В 1773 году крымский хан Девлет-Гирей, чуя погибель Крыма, покоряемого русскими войсками Долгорукого, возмутил кубанских татар, и они стали собирать большую рать. В это время на Кубань шёл обоз. Везли казакам на линию провиант и припасы, ехали переселенцы на новые места, гнали скот, верблюдов. Этот огромный обоз вёл полковник Бухвостов с двумя полками казаков — Матвея Платова и Ларионова, и двумя пушками. В авангарде шли Платов и Ларионов. <…> 3 апреля полк Платова расположился на ночлег в глухой степи у р. Калалах, недалеко от Ейска. <…> На рассвете появилась орда. Девлет-Гирей с 20 000 всадников надвигался на полки Платова и Ларионова, окопавшиеся в степи. Послали двух казаков с донесением Бухвостову. Один тут же был убит, другой ускакал благополучно. <…> Ларионов был старше Платова, но Платов, видя колебания товарища, взял командование на себя и решил отбиться от неприятеля во что бы то ни стало. Семь раз атаковали татары лагерь Платова и семь раз две его пушки и дружные залпы казачьих ружей отбивали их натиск. Много полегло казаков за валами, многие были изранены; укрепление было разбито в нескольких местах, повозки поломаны. Треть лошадей, стоявших в середине окопа, была перебита. Отчаяние охватило казаков. Патронов было мало, солнце наступившего дня пекло невыносимо, нечем было утолить жажду, и помощь не шла ниоткуда.<…>И вдруг, вдали показалась колонна. Вот передние сдержали скок своих лошадей, перевели их на рысь, вот задние надвинулись и широкая казачья лава развернулась и понеслась на татар. Это был полк Уварова. «На коней!» — крикнул воодушевлённым голосом Платов — и его казаки и казаки Ларионова выскочили из укрепления и бросились на татар. Атакованные с двух сторон казаками татары кинулись наутёк, в степь. Казаки их преследовали. Так скакали татары пять вёрст, когда неожиданно налетели на гусарский полк Бухвостова, принявший их в шашки. Всё поле покрылось убитыми. <…> Победой над татарами на р. Калалах казаки были обязаны молодому своему герою — Платову.
«Кавказская война. От древнейших времён до Ермолова», Потто Василий Александрович:

<…> весной 1774 года Девлет-Гирей, провозглашённый крымским ханом, двинулся к Дону. Ногайская орда поднялась и стала уходить на речку Ею. Но для того, чтобы прикрыть её переселение и вместе с тем забрать весь провиант, имущество, скот и даже больных, покинутых жителями в местах, где были их становища, подполковник Бухвостов составил из своего отряда два слабых казачьих полка под начальством полковников Платова и Ларионова. Тринадцатого апреля, когда полки эти стояли в вершинах реки Калалах, с передовых постов вдруг дали знать, что «валит силы татарской видимо-невидимо». Не успели казаки опомниться и сесть на коней, как весь горизонт уже покрылся чёрной тучей татарской конницы. Это были главные силы Девлета, у которого насчитывалось тогда более двадцати пяти тысяч разных азиатских всадников. Казалось, что горсть казаков, не превышавшая в обоих полках тысячи коней, моментально будет раздавлена налетевшим на неё ураганом. <…> Платов приказал им быстро сдвинуть телеги так, чтобы загородить со всех сторон небольшой окоп, возведённый за ночь, а между тем вызвал двух расторопнейших людей из своего полка и приказал им как можно скорее известить обо всём Бухвостова. <…> два полка засели в засаду. <…>Было часов восемь утра, когда громадная сила татар со всех сторон обложила казачий стан, укрывшийся за утлой оградой, которую никто бы в наше время не осмелился назвать укреплением. Казаки увидели, как развернулось большое ханское знамя и как толпа, приветствовавшая его появление диким рёвом, двинулась на приступ. Первое нападение, однако же, было отбито — казаки устояли. Но бежавшие татары тотчас сменились другими, свежими толпами, и за первым приступом последовал второй, за вторым — третий, четвёртый, пятый… Боковые фасы укрепления сплошь завалились телами побитых татар, но по этим трупам ломились и лезли в вагенбург всё новые и новые люди… Рук недоставало, чтобы везде отбивать нападающих. А между тем, не сдержи казаки напора где-нибудь в одном месте, гибель всех была бы неизбежной. <…> Семь приступов уже было отбито, начинался восьмой, и сомнение мало-помалу стало закрадываться в сердца даже этих железных защитников. <…> В это <…> время Платов, пристально вглядывавшийся в степь, вдруг радостно перекрестился. Ему показалось на самом горизонте большое серое облако, которое быстро росло, ширилось и вдруг зарябило многими точками. Эти точки отчётливо и ясно стали вырисовываться <…> и зоркий глаз степняка безошибочно угадал в них скачущих всадников. <…> Помощь действительно была недалеко. Один из казаков, посланных Платовым, был убит, но другой доскакал до Бухвостова и передал ему известие, которое мгновенно подняло на ноги целый отряд. <…> Пока Бухвостов с эскадроном ахтырских гусар и с лёгкой драгунской командой выезжал из лагеря, полковник Уваров со своим казачьим полком уже был далеко впереди и прежде всех подоспел на помощь. Минута — и двести-триста казаков с опущенными пиками врезались в тыл неприятелю. Это была атака отчаянная, безумная,<…> но именно эти-то свойства её и имели решающее влияние на судьбу Калалахской битвы. Десятки тысяч людей, несомненно, храбрых, вдруг дрогнули и, смешавшись, как робкое стадо, обратились в неудержимое бегство. <…> Казаки, преследуя бегущих, нагнали их прямо на отряд Бухвостова, который принял их картечью из четырёх орудий. Это был финал, после которого всё татарское скопище разбежалось в разные стороны, и собрать его не представлялось уже никакой возможности.<…>На месте боя они собрали и похоронили свыше пятисот неприятельских трупов. У Платова выбыло из строя только восемьдесят два человека, но до шестисот лошадей, так что большая половина его отряда осталась пешей.<…> Если ехать с Дона по большому Черкасскому тракту, то вправо от него, там, где речка Калалах впадает в Большой Егорлык, на вершине весьма пологой и длинной покатости доныне заметны ещё остатки земляного вала, за которым, по преданию, бились казаки, и Платов с горстью донцов отражал нападение двадцатипятитысячного турецкого корпуса.
В 1777—1778 годах на месте ретраншемента построен Вестославский редут, входивший в Азово-Моздокскую укреплённую линию. В 1778 году (по другим данным — в 1787 году) при редуте возникло селение с одноимённым названием Вестославское (другие названия, встречающиеся в документах XVIII—XIX веков — село Вестослав, селение Калалы). В 1787 году в селении проживало 357 отставных военных (обоего пола) Кавказского корпуса. По сведениям 1789 года в селении проживало 597 жителей, из них 413 — жителей мужского пола, 84 — жителя женского пола.. 8 апреля 1789 года, в день Пасхи, на Вестославский редут и селение при нём нападают Закубанцы (Закубанские Нагаи) в количестве 2 тысяч человек. Они грабят жителей и похищают 6-х из них, угоняют скот. Нападающие потеряли 20 человек убитыми. По сведениям 1789 года селение уничтожено (возможно — упразднено), из-за постоянных набегов Закубанцев. Возможно, сведения об уничтожении селения Вестославского указаны ошибочно, так как в Деле № 4 от 1827 года Ставропольского Губернского правления «О размежевании земель Ставропольского округа», приводится «Ведомость, составленная генерал-поручиком, правящим должность Саратовского и Кавказского генерал-губернатора, действительного камергера, Кавказского мушкатерского полка шефа Потёмкина. „О первоначальном поселении крестьян по открытии Наместничества.“» В этой ведомости указывается, что в селении Вестослав 1254 жителя, из них 584 жителя — отставные солдаты (обоего пола) Кавказского корпуса, 754 жителя — Киевские казаки. С постройкой 1792—1794 годах Черноморской кордонной линии и Кубанской кордонной линии, Вестославский редут утратил своё военное значение, возможно жители (казаки) переселились на Кубань и селение было расформировано. В более позднее время Вестославский редут использовался лишь для охраны почтовой дороги из Ставрополя в Ростов-на-Дону — Большого Черкасского тракта.

«Материалы для новой истории Кавказа, с 1722 по 1803 год», П. Г. Бутков, 1869 г.:

К умножению на кавказской линии поселений и к устройству сего края последовали в 1785 году разныя высочайшия повеления императрицы Екатерины. Предпочитая отпуску на росписки частных людей отставляемых от службы солдат, поселение их на линии, повелено стараться таковым поселениям умножать и обезпечивать жительства тамошния, давая в пособие из казны по 20 рублей на двор. Казённым поселянам дозволено переселяться на линию кавказскую из внутренних губерний, и таковым повелено выдавать на каждый двор по 20 рублей. От Царицына до кавказской линии, по степи, и от линии до Черкаска признано весьма полезным построение почтовых дворов и старание о заселении тех дорог, начиная с станции и назначая оные от 15 до 30 вёрст. На пространстве степи от Черкаска до линии основать город, к которому бы, со временем и умножением населения, и уезд причислен может1)(Примечание 1: Кажется, для сего намерения основано было 1787 года селение Калалы у Вестославского редута, которое, по причине набегов Закубанцев, 1789 года уничтожено.
На «Генеральной карте части России» 1799 года отмечено селение Вестославское (или Калалы), через селение проходила почтовая дорога. В селении действовала почтовая станция.
По сведениям 1819 года во владельческом селении Калаловка (возможно бывшее селение Вестославское или Калалы) наследников майора Похвиснева, проживал 51 житель. В 1804 году дача (селение) была отведена по высочайшему повелению под заселение крестьянами.. По данным 1824—1829 годов в селении Калалы действовала Калаловская почтовая станция (в 1845 году уже не функционировала).
В начале XIX века идёт процесс отселения однодворцев на хутора, так по документам 1830-х годов образовался хутор (возможно отсёлок селения Калаловка) Сорокин (другие названия встречающиеся в документах XIX века — «Сарокин», «Сурочин»). В то время в хуторе было 4 двора, в нём проживало 35 жителей. В 1836 году в помещичьей деревне Калалы (Калаловка) насчитывалось 13 дворов и 87 жителей. Последнее упоминание в документах селения Калалы — 1859 год. В дальнейшем селение Калалы в документах упоминается как селение (дача) Похвисневой. Возможно позднее дача вошла в селение Привольное.
В 1848 году хутор Сорокин был преобразован в село, получившее название Привольного. Казённой почтовой станции в селе не было вплоть до 1878 года. По данным 1909 года в селе действовали две почтовые станции: казённая почтовая станция (6 лошадей) и обывательская (частная) почтовая станция (13 лошадей). По сведениям на 1873 год народность жителей Привольного — малороссы.
В 8 верстах (8,53 км) от села находилось поселение (экономия) Дёминых (ныне на месте указанного поселения находится посёлок Коммунар). В поселении действовало крупное промышленное предприятие — винокуренный завод с ректификационным отделением братьев Дёминых (Фёдора Антоновича и Лаврентия Антоновича). В начале XX века завод входил в число 100 крупнейших промышленных и торговых предприятий Ставропольской Губернии.
Село Привольное упоминается в 25(49) томе «Энциклопедического словаря Брокгауза и Ефрона», изданном в 1894 году:
Приволье (Привольное) — село Ставропольской губернии, Медвеженского уезда. Жителей 4411; 2 школы, аптека, торговых заведений 22, мельниц и мелких заводов 13.
С приходом советской власти началось объединение крестьян в сельскохозяйственные артели (колхозы). В 1920—1930 годах в селе было организовано несколько таких артелей (колхозов):
- сельскохозяйственная трудовая артель «Роща» (основана в 1920 г.);
- сельскохозяйственная артель «Свобода» (основана в 1921 г.);
- сельскохозяйственная трудовая артель «Заря свободы» (основана в 1921 г.);
- смешанная торгово-производственная артель инвалидов «Красная звезда» (основана в 1925 г.)
- артель «Путь Ленина»
- артель «Хлебороб»
- артель имени Свердлова

В 1929 году организовано Привольненское кустовое производственное объединение колхозов, в которое вошли все артели села.
В 1931 село входило в Северо-Кавказский край РСФСР. В 1942—1943 село было оккупировано немецкими войсками.
Позднее, в 1950 году, все сельскохозяйственные артели села Привольного были объединены в колхоз имени Свердлова. Колхоз был упразднён в 1990-х годах.
Дореволюционный период
- 1774 год, 3 апреля — в 5 км на юго-восток от современного центра села происходит сражение 2-х казачьих полков (всего 1200 человек) под командованием полковника Матвея Ивановича Платова и полковника Степана Ларионова с 25-тысячным войском крымских татар. (см. также Историческое сражение донских казаков при реке Калалы в песне «Любо, братцы, любо»).

«Сборник сведений о Северном Кавказе. Том 1», издание Ставропольского Губернского Статистического Комитета, 1906 г.:

Апрѣль 3 — 1774 г. — Закубанцы нападаютъ на ретраншаментъ Вѣстославскій (нынѣ село Привольное Медвѣженскаго уѣзда) при устьѣ р. Калалы, но подполковникъ Бухвостовъ рѣшительно ихъ поражаетъ.
Примечание: Возможно название «ретраншемент Вестославский» приведено в цитате ошибочно, так как в других документах не встречается. В других документах ретраншемент указан без названия. Название «Вестославский» дано редуту, который был построен на месте ретраншемента.
- 1777—1778 годы — на месте ретраншемента строится Вестославский редут, входивший в Азово-Моздокскую укреплённую линию.
- 1778 год — при редуте образовано селение с одноимённым названием — Вестославское (в некоторых документах — «Вестослав» или «Калалы»; по другим данным селение образовано в 1787 году).
- 1787 год — в селении проживало 357 отставных военных (обоего пола) Кавказского корпуса.
- 1788—1789 годы — в селении проживало 597 жителей, из них 413 — жителей мужского пола, 84 — женского пола.[12].
- 1789 год, 8 апреля — в день Пасхи на Вестославский редут и селение при нём нападают Закубанцы (Закубанские Нагаи) в количестве 2 тысяч человек. Они грабят жителей и похищают 6-х из них, угоняют скот. Нападающие потеряли 20 человек убитыми. Селение уничтожено (возможно — упразднено), из-за постоянных набегов.
- 1830-е годы — первое упоминание хутора Сорокина (прародителя села). В хуторе насчитывалось 4 двора и 35 жителей. В административном отношении хутор относился к селению Летницкому, Безопасненской волости, Ставропольского округа, Кавказской области.
- 1837 год — проводится административная реформа[21] — село Летницкое с хуторами (включая Сорокин) вошло в Пещанокопскую[22] волость. Хутор относится к селению Летницкому, Пещанокопской волости, Ставропольского округа, Кавказской области.
- 1847 год, 2 мая — проводится административная реформа, Кавказская область переименована в Ставропольскую Губернию.[23] Хутор Сорокин относится к селению Летницкому, Песчанокопской волости, Ставропольского уезда, Ставропольской губернии, Кавказского края
- 1848 год — хутор Сорокин преобразован с селение[24] Привольное. Селение относится к Песчанокопской волости, Ставропольского уезда, Ставропольской губернии, Кавказского края.
- 1871 год — проводится территориальная реорганизация волостей Ставропольской губернии. В результате реорганизации Привольное относится к Летницкой волости, Ставропольского уезда, Ставропольской губернии, Кавказского края.
- 1872 год, 15 мая — в результате территориально-административной реформы Ставропольский уезд разделён на два — Ставропольский уезд (с центром в городе Ставрополе) и Медвеженский уезд (с центром в селе Медвежьем). Село Привольное относится к Летницкой волости, Медвеженского уезда, Ставропольской губернии, Кавказского Края.
- 1873 год — в селение открыто одноклассное училище Министерства Народного Просвещения.
- 1878 год — в селении начала функционировать казённая почтовая станция на почтовом тракте Ставрополь — Ростов-на-Дону (в документах того времени эта дорога так же именовалась Старо-Черкасский тракт). Станция называлась «Привольная» и была укомплектована 9-ю лошадьми.
- 1880 год — проводится очередная административная реформа волостей в Ставропольской губернии. Реформой предусматривалось образование волостей в каждом селении, в котором насчитывалось более 300 жителей мужского пола. Образована Привольненская волость (с центром в селе Привольном). Село относится к Привольненской волости, Медвеженского уезда, Ставропольской губернии, Кавказского края.
- 1889 год — после введения в 1889 году института земских начальников в Ставропольской Губернии, Привольненская волость относится ко 2-му земскому участку Медвеженского уезда.
- 1899 год — проводится административная реформа в результате которой Ставропольская губерния выделяется из состава Кавказского края. Привольное относится к Привольненской волости, Медвеженского уезда, Ставропольской губернии.
- 1909 год — к Привольному относятся хутор Богомолов, экономия Берберова Ивана Минаевича и экономия братьев Дёминых.

Советское время
- 1924 год — село Привольное и хутор Богомолов относятся к Привольненскому сельскому совету. Привольненский сельский совет в то время входил в Медвеженский район (ныне Красногвардейский район), Ставропольского округа, Юго-Восточной области. С ноября 1924 года Юго-Восточная область преобразована в Северо-Кавказский край.

Развитие села в цифрах
Период 1848—1920 годы
| Год сбора статистики | Число дворов | Всего жителей | Количество коренных жителей | Количество коренных жителей | Количество иногородних жителей | Количество иногородних жителей | Площадь земель, га | Количество озимого / ярового хлеба (зерна) в хлебозапасных магазинах, ц | Количество скота у жителей | Количество скота у жителей | Количество скота у жителей | Количество скота у жителей                                         |
| Год сбора статистики | Число дворов | Всего жителей | мужского пола               | женского пола               | мужского пола                  | женского пола                  | Площадь земель, га | Количество озимого / ярового хлеба (зерна) в хлебозапасных магазинах, ц | ВСЕГО                      | лошадей                    | крупного рогатого скота    | овец и другого мелкого скота                                       |
| -------------------- | ------------ | ------------- | --------------------------- | --------------------------- | ------------------------------ | ------------------------------ | ------------------ | ----------------------------------------------------------------------- | -------------------------- | -------------------------- | -------------------------- | ------------------------------------------------------------------ |
| 1859                 | 260          | 1276          | 647                         | 629                         | -                              | -                              | -                  | -                                                                       | -                          | -                          | -                          | -                                                                  |
| 1873                 | 375          | 2226          | 1135                        | 1043                        | 26                             | 22                             | -                  | -                                                                       | -                          | -                          | -                          | -                                                                  |
| 1883                 | -            | 3889          | -                           | -                           | -                              | -                              | -                  | -                                                                       | -                          | -                          | -                          | -                                                                  |
| 1884                 | -            | 4017          | -                           | -                           | -                              | -                              | -                  | -                                                                       | -                          | -                          | -                          | -                                                                  |
| 1893                 | 600          | 4431          | 2094                        | 2118                        | 117                            | 102                            | 17704              | -                                                                       | 12426                      | 1302                       | 3426                       | 7698                                                               |
| 1898                 | 617          | 5790          | 2429                        | 2429                        | 479                            | 453                            | 17704              | -                                                                       | 17328                      | -                          | -                          | -                                                                  |
| 1903                 | 885          | 6457          | 2819                        | 2932                        | 375                            | 331                            | 17705              | 2020,86 / 1174,97                                                       | 16817                      | 1990                       | 4218                       | 10609                                                              |
| 1904                 | нд           | 6674          | 2856                        | 3047                        | 412                            | 359                            | 17705              | -                                                                       | 11897                      | 2197                       | 2973                       | 6727                                                               |
| 1908                 | -            | 6864          | 3521                        | 3343                        | -                              | -                              | -                  | -                                                                       | -                          | -                          | -                          | -                                                                  |
| 1916                 | -            | 7975          | 3860                        | 3722                        | 208                            | 185                            | -                  | -                                                                       | 12135                      | 2564                       | 3101                       | 6470, из них: овец - 4310, коз - 194, верблюдов - 6, свиней - 1960 |

Период 1920—1935 годы
| Год сбора статистики | Количество | Количество | Количество | Количество | Количество | Количество | Количество            | Количество       | Количество              | Количество    | Количество            | Количество      | Промышленных предприятий | Промышленных предприятий | Промышленных предприятий | Промышленных предприятий | Промышленных предприятий |
| Год сбора статистики | Дворов     | Жителей    | Жителей    | Жителей    | Колодцев   | Прудов     | Партийных организаций | Школ 1-й ступени | Библиотек и изб-читален | Детских домов | Ссыпных пунктов       | Ссыпных пунктов | Цензовых                 | Прочих мелких            | Из них                   | Из них                   | Из них                   |
| Год сбора статистики | Дворов     | Всего      | муж. пола  | жен. пола  | Колодцев   | Прудов     | Партийных организаций | Школ 1-й ступени | Библиотек и изб-читален | Детских домов | Государств. и коопер. | Частных         | Цензовых                 | Прочих мелких            | Кузниц                   | Мельниц                  | Маслобойн. заводов       |
| -------------------- | ---------- | ---------- | ---------- | ---------- | ---------- | ---------- | --------------------- | ---------------- | ----------------------- | ------------- | --------------------- | --------------- | ------------------------ | ------------------------ | ------------------------ | ------------------------ | ------------------------ |
| 1925                 | 967        | 5157       | нд         | нд         | 6          | 3          | 3                     | 2                | 1                       | 0             | 0                     | 0               | 0                        | 5                        | 2                        | 2                        | 0                        |

## Население
| 1859  | 1873  | 1883  | 1884  | 1893  | 1897  | 1898  | 1903  | 1904  |
| ----- | ----- | ----- | ----- | ----- | ----- | ----- | ----- | ----- |
| 1276  | ↗2226 | ↗3889 | ↗4017 | ↗4431 | ↗5521 | ↗5790 | ↗6457 | ↗6674 |
| 1908  | 1909  | 1916  | 1925  | 1989  | 2002  | 2010  | 2012  | 2013  |
| ↗6864 | ↘6530 | ↗7975 | ↘5424 | ↘3285 | ↗3491 | ↘3350 | ↗3375 | ↘3365 |
| 2014  | 2015  | 2021  |       |       |       |       |       |       |
| ↘3300 | ↗3400 | ↘3319 |       |       |       |       |       |       |

Жители села Привольного по сословиям по состоянию на 1908 год
| 1908 | 6864 | 18 | 15 | 40 | 38 | 3431 | 3273 | 32 | 17 |

Национальный состав
По данным переписи 2002 года в национальной структуре населения преобладают русские (97 %).

## Образование
- Средняя общеобразовательная школа № 5. Школа имеет главный корпус, расположенный в посёлке Газопровода, и два филиала: в посёлке Газопровода и в центре села (в здании бывшего одноклассного училища).
- Детский сад № 16 «Золотой ключик».

История образования в селе Привольном
- Период с 1874 по 1919 год

Одноклассное училище Министерства Народного Просвещения
Школа грамоты (церковно-приходская)
Одноклассная школа (церковно-приходская)
- Привольненское одноклассное училище Министерства народного просвещения
- Привольненская однокласская церковно-приходская школа

По сведениям на 1910 год, школа располагалось в здании, рассчитанном на 60 учеников. Это была мужская школа (для мальчиков)..
- Привольненская церковно-приходская школа грамоты

По сведениям на 1910 год школа располагалась в народной читальне. Это была женская школа (для девочек).
- Училища дирекции народных училищ

В 1914 году в Привольном было четыре одноклассных училища. Училища относились к 3-му инспекторскому району Дирекции народных училищ Ставропольской Губернии. Начиная с 1915 года в селе было три одноклассных училища.
Церковно-приходская школа открылась в селе в 1874 году (16 мая 1875 года школу посетил епископ Кавказский Герман, проводивший поездку по Кавказской епархии. На тот момент школа функционировала 1 год.)
В 1879 году в селе уже работало начальное сельское училище (известно, что 5 октября 1879 года приходской священник Дмитрий Успенский был назначен законоучителем в это училище). Привольненское начальное сельское училище относилось к Дирекции народных училищ Ставропольской губернии.
В 1893 году в селе действовали два учебных заведения: одноклассное училище Министерства Народного Просвещения и одноклассная церковно-приходская школа. В 1903 году в Привольном действовало уже три учебных заведения: одноклассное училище Министерства Народного Просвещения, одноклассная церковно-приходская школа и церковно-приходская школа грамоты.

## Культура
В селе два учреждения культуры с библиотекой и зрительным залом: Культурно-досуговый центр (в центре села) и Дом культуры «Газовик» (в посёлке Газопровода). Привольненская сельская библиотека открыта 27 мая 1949 года.
В Привольном действует музыкальная школа.

## Спорт
На территории села функционируют 4 спортивных сооружения. Из них 1 спортивный зал и 3 открытые спортивные площадки.
- Спортивный зал расположен в главном здании Средней общеобразовательной школы № 5, позволяет проводить соревнования по баскетболу и волейболу.
- Футбольный стадион расположен в центре села. В 2023 году проведена реконструкция стадиона. На стадионе появились места для зрителей, построена беговая дорожка, установлено искусственное освещенние стадиона.
- В посёлке Газопровода действует стадион Средней общеобразовательной школы № 5, построенный в 2007 году по программе «Газпром-детям», оборудован резиновым покрытием. На стадионе имеются футбольная, баскетбольная и волейбольная площадки, а также беговая дорожка.
- Открытая спортивная площадка «Старт», расположенная в центре села.
- Для младших детей открыты 6 игровых площадок в разных частях села.

## Здравоохранение и социальное обслуживание
- Привольненская больница. При больнице работает поликлиника, стоматологический кабинет, зубопротезный кабинет, детский врач (кабинет), акушерско-гинекологические кабинет, скорая помощь.
- Отделение социального обслуживания на дому граждан пожилого возраста и людей с ограниченными возможностями.

## Экономика
Банк
Дополнительный офис Красногвардейского отделения Северо-Кавказского Банка Сбербанка России.
Промышленность
Привольненское линейно-производственное управление магистральных газопроводов ООО «Газпром трансгаз Ставрополь» (Привольненское ЛПУ МГ). Предприятие организовано в 2000 году на базе Привольнеской газокомпрессорной станции (ГКС), которая ведёт свою историю с 10 марта 1960 года, когда приказом № 79 Главгаза СССР было утверждено решение о создании на газопроводе Ставрополь — Москва Привольненского райуправления в составе Московского Управления магистральных газопроводов. Привольненская компрессорная станция КС-1а введена в эксплуатацию в 1961 году. Позднее, в 1983 году была построена компрессорная станция KC-5, которая заменила устаревшую на тот момент KC-1а..
Сельское хозяйство
- Предприятие «Приволье» (растениеводство и животноводство). Образовано 3 апреля 2001 года[62].
- Предприятие «Агросервис» (растениеводство).
- Привольненский элеватор (хранение зерновых культур).

Торговля
На территории села действуют четыре аптеки, автозаправочная станция, 17 магазинов (строительных материалов, универмаги, продуктовых товаров, автомобильных запасных частей).
Бытовое обслуживание
На территории села функционирует станция технического обслуживания автомобилей и три парикмахерских.

## Транспорт
С 1990 по 1999 год в Привольном действовала железнодорожная станция Привольная на линии Песчанокопская — Передовая. В настоящее время железнодорожная линия на участке от станции Красная Гвардия до станции Песчанокопская демонтирована, сама станция не существует.
Единственным видом транспорта, доступным в Привольном, является автомобильный транспорт.
По границе села проходит федеральная трасса Р269 Ставрополь — Батайск. В Привольном действует автостанция. Маршрутный транспорт, совершающий рейсы в пределах села, представлен частной таксомоторной фирмой.
Так как село расположено на оживлённой трассе, приехать в Привольное можно из Ставрополя рейсовыми автобусами «Ставрополь-Привольное» от Автостанции № 2 (г. Ставрополь), из Ростова-на-Дону — транзитным междугородными автобусами следующими из Ростова-на-Дону в Ставрополь и из городов Кавказских Минеральных Вод (по трассе Р-269 через Ставрополь).

## Связь и телевидение
Почтовая связь
В селе имеется 2 отделения почтовой связи «Почта России» (в центре села и в посёлке Газопровода)
Операторы проводной телефонной связи
- Ростелеком

Операторы мобильной сотовой связи
- Билайн (GSM, 4G)
- МегаФон (GSM, 4G)
- МТС (GSM, 4G)

Интернет-провайдеры
- Ростелеком (подключение к сети Интернет по технологии GPON, широкополосный доступ к сети Интернет по технологии ADSL).
- Билайн (беспроводной широкополосный доступ к сети Интернет по технологии LTE (4G))
- МТС (беспроводной широкополосный доступ к сети Интернет по технологии LTE (4G))
- Мегафон (беспроводной широкополосный доступ к сети Интернет по технологии LTE (4G))

Цифровое эфирное телевидение
В селе доступно цифровое эфирное телевидение стандарта DVB-T2 (1-й и 2-й мультиплекс РТРС). Так как село расположено на границе края, то возможен приём каналов, вещающих на Краснодарский край или на Ростовскую область.

## Русская православная церковь

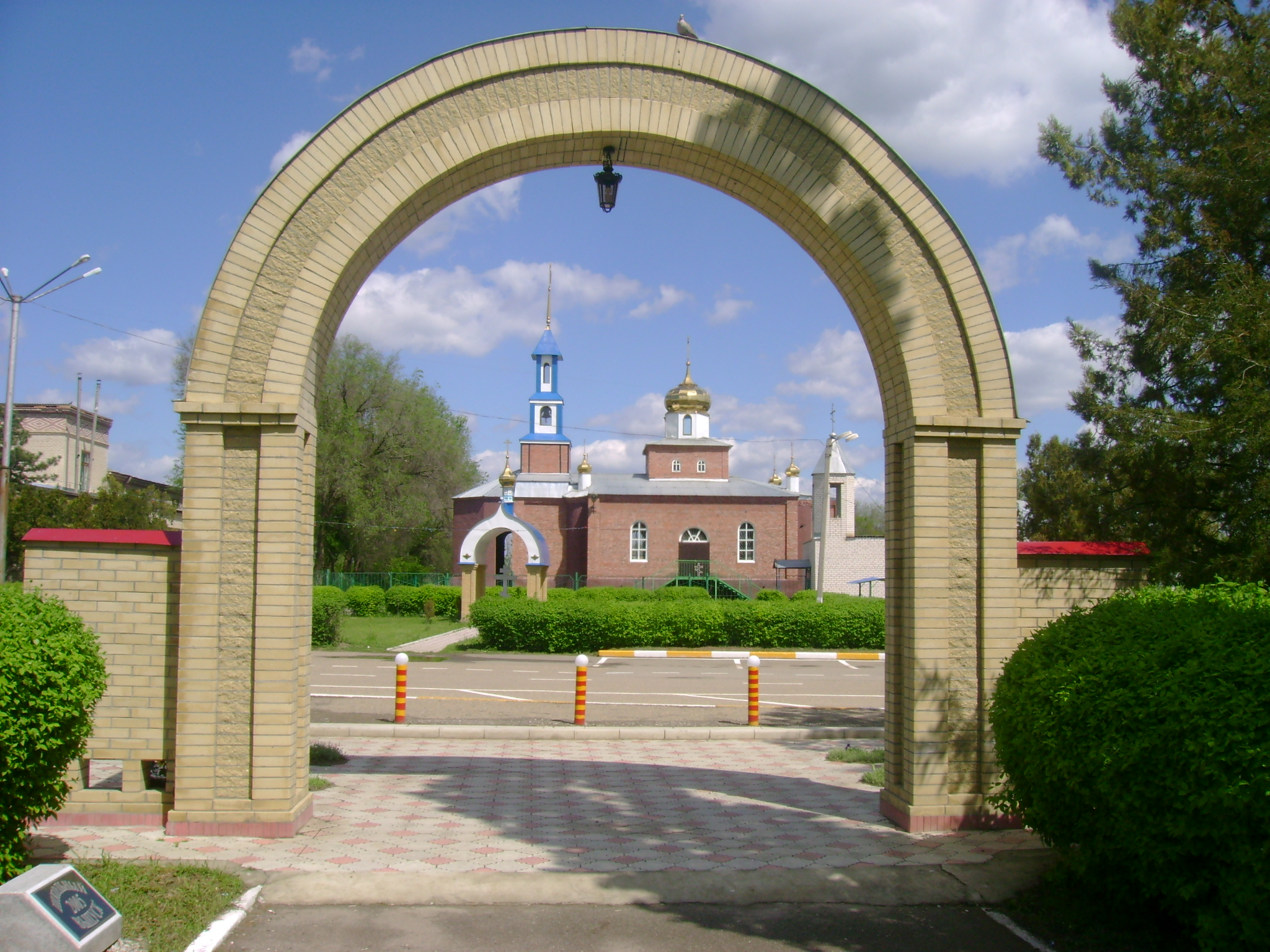
На переднем плане триумфальная арка, открытая в честь 60-й годовщины Победы в Великой Отечественной войне, на заднем плане Казанская церковь села Привольного, 2007 год

Церковь во имя Казанской иконы Божьей Матери, построена в 1853 году, деревянная. В 1898 году в церкви был сооружён новый иконостас. Церковь была отстроена заново в 2000—2006 годах. Вновь построенная церковь находится рядом с центральным сельским дворцом культуры, не на своём историческом месте. Старая церковь располагалось на месте сельского парка.

## Известные уроженцы
- Михаил Сергеевич Горбачёв (1931—2022) — последний генеральный секретарь ЦК КПСС, первый и последний Президент СССР
- Юрий Александрович Гуров (1971—2012) — советский и российский певец, музыкант, первый солист группы «Ласковый май»
- Андрей Александрович Гуров (род. 1975) — советский певец, вокалист группы «Ласковый май»

## Памятники

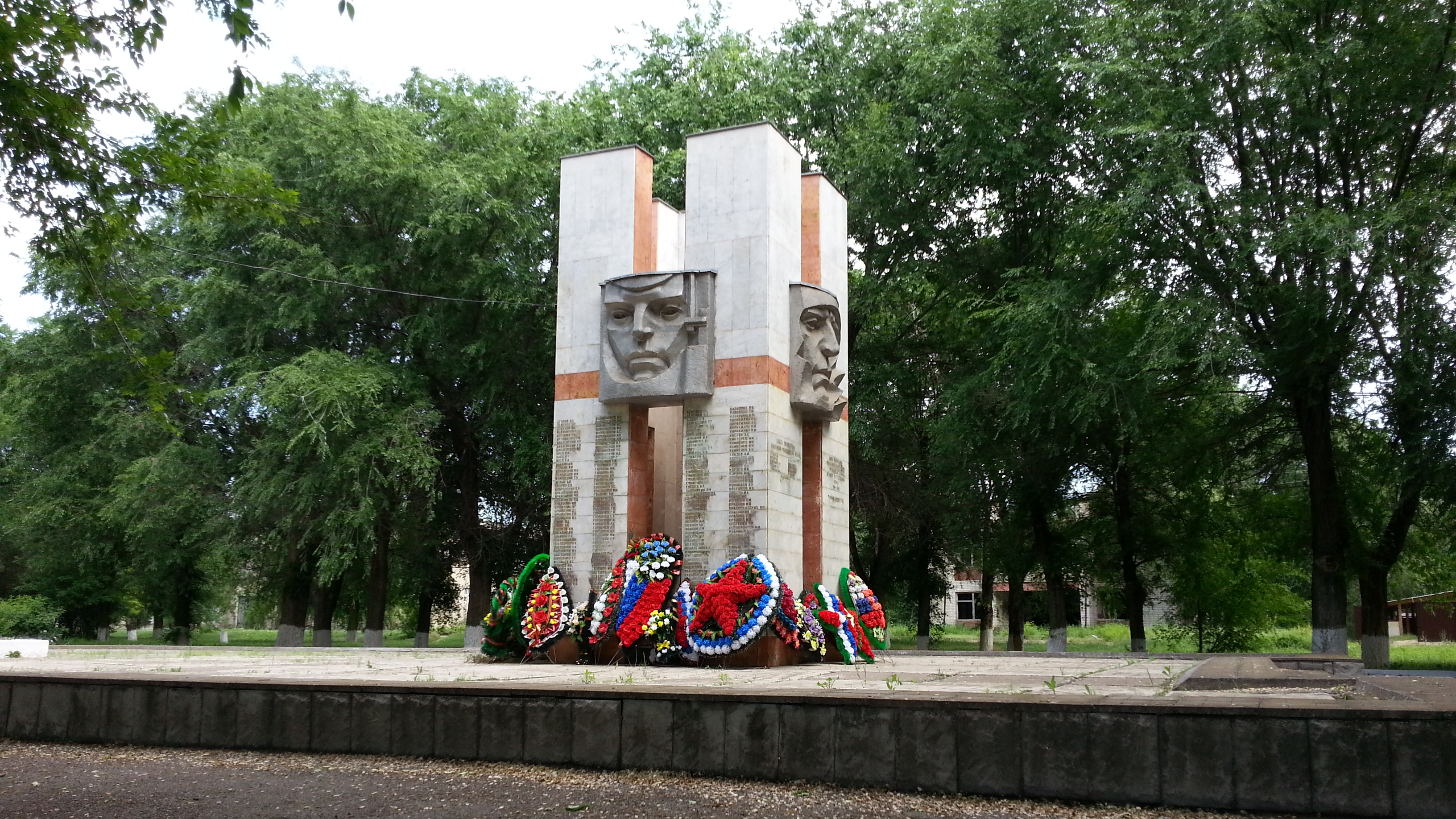
Памятник воинам-односельчанам, погибшим в годы Великой Отечественной войны 1941—1945 гг.: парк, Привольное, Красногвардейск.район, Ставропольский край

- Братская могила воинов медвеженского фронта, погибших за власть советов. 1918, 1965 года[63]
- Братская могила красных партизан и советских воинов, погибших в годы гражданской и Великой Отечественной войн. 1918—1920, 1922, 1942—1943 года[64]
- Памятник воинам-односельчанам, погибшим в годы Великой Отечественной войны 1941—1945 гг. 1976 год[65]

## Кладбища
В северо-западной части села расположено общественное открытое кладбище площадью 67 тыс. м².